# Municipio de Magnet
El municipio de Magnet (en inglés: Magnet Township) es un municipio ubicado en el condado de Hot Spring en el estado estadounidense de Arkansas. En el año 2010 tenía una población de 2627 habitantes y una densidad poblacional de 26,35 personas por km².

## Geografía
El municipio de Magnet se encuentra ubicado en las coordenadas 34°28′15″N 92°50′24″O / 34.47083, -92.84000. Según la Oficina del Censo de los Estados Unidos, el municipio tiene una superficie total de 99.68 km², de la cual 97.49 km² corresponden a tierra firme y (2.2%) 2.19 km² es agua.

## Demografía
Según el censo de 2010, había 2627 personas residiendo en el municipio de Magnet. La densidad de población era de 26,35 hab./km². De los 2627 habitantes, el municipio de Magnet estaba compuesto por el 97.83% blancos, el 0.38% eran afroamericanos, el 0.38% eran amerindios, el 0.08% eran asiáticos, el 0.11% eran isleños del Pacífico, el 0.27% eran de otras razas y el 0.95% pertenecían a dos o más razas. Del total de la población el 1.9% eran hispanos o latinos de cualquier raza.